# 소년24 (음악 그룹)
소년24는 대한민국의 음악 그룹이다. 2016년 싱글 [Rising Star]로 데뷔했다.

## 방송
- 소년24 (2016)

## 음반
- Rising Star (2016)
- 소년24 FINAL STAGE (2016)
- E (2016)

## 공연
- 소년24 LIVE CONCERT (2016)
- 소년24 Re:born SEMI FINAL 1차전 (2017)
- 아이돌콘(idolCON) (2017)
- 소년24 THE FINAL (2017)